# سرگی ستکوویچ
سرگی چه‌تکوویچ (به انگلیسی: Sergej Ćetković) (زاده ۸ مارس ۱۹۷۶) خواننده مونته‌نگرویی است.
او در مسابقه آواز یوروویژن ۲۰۱۴ نماینده مونته‌نگرو بود.